# Liste der mexikanischen Bundesstaaten nach dem Index der menschlichen Entwicklung

Mexikanische Bundesstaaten nach HDI 2012.
0.800 – 1.000 (Sehr hoher)
0.750 – 0.799 (hoher)
0.700 – 0.749 (hoher)
0.600 – 0.699 (mittlerer)
0.000 – 0.599 (niedriger)

Folgende Liste sortiert die Bundesstaaten Mexikos nach ihrem Index der menschlichen Entwicklung (Human Development Index).
Der Human Development Index ist eine Methode, den Entwicklungsstand eines Landes oder einer Region zu berechnen. Der HDI berücksichtigt nicht nur das Bruttonationaleinkommen pro Kopf, sondern ebenso die Lebenserwartung und die Dauer der Ausbildung anhand der Anzahl an Schuljahren, die ein 25-Jähriger absolviert hat, sowie der voraussichtlichen Dauer der Ausbildung eines Kindes im Einschulungsalter. Der HDI wurde im Wesentlichen von dem pakistanischen Ökonomen Mahbub ul Haq entwickelt, der eng mit dem indischen Ökonomen Amartya Sen sowie dem britischen Wirtschaftswissenschaftler und Politiker Meghnad Desai zusammenarbeitete.

## Berechnungsmethode
Ab dem Bericht über die menschliche Entwicklung 2010 werden die drei Dimensionen wie folgt berechnet:
- Lebenserwartungsindex: Lebenserwartung bei Geburt (LE)
- Bildungsindex: Durchschnittliche Schulbesuchsdauer (DSD) und voraussichtliche Schulbesuchsdauer (VSD) in Jahren
- Lebensstandard: Bruttonationaleinkommen (BNE) pro Kopf (BNEpk), KKP US$

1. Lebenserwartungs-Index (LEI) {\displaystyle ={\dfrac {{\text{LE}}-20}{85{,}0-20}}}
2. Bildungs-Index (BI) {\displaystyle ={\dfrac {{\text{DSDI}}+{\text{VSDI}}}{2}}}
2.1. Durchschnittliche-Schulbesuchsdauer-Index (DSDI) {\displaystyle ={\dfrac {{\text{DSD}}-0}{15{,}0-0}}}
2.2. Voraussichtliche-Schulbesuchsdauer-Index (VSDI) {\displaystyle ={\dfrac {{\text{VSD}}-0}{18{,}0-0}}}
3. Einkommensindex (EI) {\displaystyle ={\dfrac {\ln({\text{BNEpk}})-\ln(100)}{\ln(75000)-\ln(100)}}}

Zum Schluss wird der HDI als geometrisches Mittel aus den drei Dimensionen errechnet: {\displaystyle {\text{HDI}}={\sqrt[{3}]{{\text{LEI}}\cdot {\text{BI}}\cdot {\text{EI}}}}.}
LE: Lebenserwartung bei Geburt
DSD: Durchschnittliche Schulbesuchsdauer (Anzahl Jahre, die eine 25-jährige Person oder älter die Schule besucht hat)
VSD: Voraussichtliche Schulbesuchsdauer (Anzahl Jahre, die ein 5-jähriges Kind voraussichtlich zur Schule gehen wird)
BNEpk: Bruttonationaleinkommen pro Kopf kaufkraftbereinigt in US-Dollar

## Staaten nach HDI
Alle 31 mexikanischen Bundesstaaten und der Hauptstadtdistrikt nach der Entwicklung ihres Human Development Index von 1995 bis 2015. Als Vergleichswert ist zudem ein Land mit einem ähnlichen Human Development Index im selben Jahr angegeben. Mit einem Wert von 0,762 belegte Mexiko Platz 77 im Human Development Index und gehört damit zu den Ländern mit hoher menschlicher Entwicklung. Am höchsten entwickelt war der Hauptstadtdistrikt Mexiko-Stadt. Darauf folgten vor allem die Bundesstaaten die im Norden des Landes lagen. Die am wenigsten entwickelten Staaten lagen dagegen im Süden des Landes.
| Rang | Bundesstaat         | HDI 1995 | HDI 2005 | HDI 2015 | Steigerung 1995–2015 | Vergleichbares Land     |
| ---- | ------------------- | -------- | -------- | -------- | -------------------- | ----------------------- |
| ...  | Distrito Federal    | 0.739    | 0.792    | 0.818    | ▲ 0,079              | Bahrain                 |
| 1    | Baja California Sur | 0.702    | 0.752    | 0.803    | ▲ 0,101              | Russland                |
| 2    | Nuevo León          | 0.718    | 0.770    | 0.799    | ▲ 0,081              | Kuwait                  |
| 3    | Sonora              | 0.706    | 0.763    | 0.797    | ▲ 0,091              | Belarus                 |
| 4    | Sinaloa             | 0.686    | 0.747    | 0.796    | ▲ 0,110              | Oman                    |
| 5    | Baja California     | 0.704    | 0.759    | 0.793    | ▲ 0,089              | Bulgarien               |
| 6    | Coahuila            | 0.705    | 0.754    | 0.791    | ▲ 0,086              | Bahamas                 |
| 7    | Aguascalientes      | 0.687    | 0.745    | 0.785    | ▲ 0,098              | Antigua und Barbuda     |
| 7    | Tamaulipas          | 0.693    | 0.752    | 0.785    | ▲ 0,092              | Antigua und Barbuda     |
| 9    | Chihuahua           | 0.664    | 0.733    | 0.782    | ▲ 0,118              | Seychellen              |
| 9    | Querétaro           | 0.667    | 0.731    | 0.782    | ▲ 0,115              | Seychellen              |
| 11   | Jalisco             | 0.683    | 0.740    | 0.777    | ▲ 0,094              | Costa Rica              |
| 12   | Nayarit             | 0.670    | 0.719    | 0.774    | ▲ 0,104              | Iran                    |
| 13   | Colima              | 0.680    | 0.740    | 0.773    | ▲ 0,093              | Iran                    |
| 14   | México              | 0.687    | 0.734    | 0.770    | ▲ 0,083              | Georgien                |
| 15   | Quintana Roo        | 0.672    | 0.732    | 0.768    | ▲ 0,096              | Türkei                  |
| 16   | Morelos             | 0.670    | 0.719    | 0.765    | ▲ 0,095              | St. Kitts und Nevis     |
| 17   | Durango             | 0.664    | 0.718    | 0.764    | ▲ 0,100              | Albanien                |
| 17   | Yucatán             | 0.669    | 0.719    | 0.764    | ▲ 0,095              | Albanien                |
| 19   | Tabasco             | 0.664    | 0.724    | 0.763    | ▲ 0,099              | Libanon                 |
| 20   | Tlaxcala            | 0.661    | 0.715    | 0.759    | ▲ 0,098              | Aserbaidschan           |
| 21   | Campeche            | 0.678    | 0.727    | 0.749    | ▲ 0,071              | Bosnien und Herzegowina |
| 21   | Hidalgo             | 0.643    | 0.701    | 0.749    | ▲ 0,106              | Bosnien und Herzegowina |
| 23   | Guanajuato          | 0.641    | 0.698    | 0.747    | ▲ 0,106              | Nordmazedonien          |
| 23   | Zacatecas           | 0.642    | 0.705    | 0.747    | ▲ 0,105              | Nordmazedonien          |
| 25   | San Luis Potosí     | 0.657    | 0.709    | 0.745    | ▲ 0,088              | Algerien                |
| 26   | Michoacán           | 0.628    | 0.685    | 0.733    | ▲ 0,105              | Mongolei                |
| 27   | Veracruz            | 0.641    | 0.689    | 0.732    | ▲ 0,091              | Jamaika                 |
| 28   | Puebla              | 0.636    | 0.690    | 0.727    | ▲ 0,091              | Kolumbien               |
| 29   | Guerrero            | 0.619    | 0.654    | 0.701    | ▲ 0,082              | Usbekistan              |
| 30   | Oaxaca              | 0.608    | 0.654    | 0.699    | ▲ 0,081              | Moldau                  |
| 31   | Chiapas             | 0.595    | 0.639    | 0.687    | ▲ 0,092              | Indonesien              |
|      | Mexiko              | 0.702    | 0.752    | 0.803    | ▲ 0,101              | Mexiko                  |